# Божа головоломка
Божа головоломка (Kamisama no pazuru) — японський науково-фантастичний фільм режисера Міїке Такасі. Сценарій Маси Накамури заснований на романі «Божа головоломка» Шіндзі Кімото.

## Про фільм
Живуть два близнюки. Один працьовитий студент, другий — бродяга. Студент-фізик Кіїчі вирішив влаштувати собі позачергові канікули, які мав намір провести зі своєю дівчиною. А щоб ніхто в коледжі не помітив його відсутності, попросив брата-близнюка  підмінити його на заняттях.
Завдання було простим: відвідувати лекції і не висовуватись. І все йшло добре, поки викладачка не направила Мотоказу щоб допомогти іншій студентці, зайнятій однією цікавою науковою розробкою.

## Знімались
| Актор           | Роль                     |
| --------------- | ------------------------ |
| Хаято Ічіхара   | Кіїчі                    |
| Міцукі Танімура | Сарака                   |
| Кенічі Ендо     | начальник електростанції |
| Юріко Ішіда     | Гатомура                 |
| Нозому Івао     | Судо                     |
| Масая Кікавада  | Айрі                     |
| Йошіо Кодзіма   | студент                  |
| Джун Кунімура   | Муракамі                 |
| Ріо Мацумото    | Шіраторі                 |
| Рейзен Рі       | Ямада                    |
| Аюму Сайто      |                          |
| Такаші Сасано   | Хашізуме                 |
| Кутаро Танака   | Сакура                   |